# راي كيغان
راي كيغان (بالإنجليزية: Ray Keegan)‏ هو لاعب كرة قدم أسترالية أسترالي، ولد في 27 يونيو 1923، وتوفي في 12 يوليو 2004.

## وصلات خارجية
- راي كيغان على موقع AustralianFootball.com (الإنجليزية)
- راي كيغان على موقع AFLtables.com (الإنجليزية)